# Čekatelská zkouška
Čekatelská zkouška (ČZ) je česká interní skautská kvalifikace pro spoluvedoucí skautských oddílů, zvyšující jejich organizační, pedagogické i další kompetence. Skládá se zpravidla po absolvování čekatelského kurzu (ČK). Absolvent čekatelské zkoušky má právo nosit na kroji příslušné označení. Kvalifikace je předstupněm a podmínkou pro složení vůdcovské zkoušky. Uchazeči musí být alespoň 15 let.
Podoba a náročnost čekatelské zkoušky se napříč českými skautskými organizacemi liší; obsahem jsou však vždy myšlenkové základy skautingu, dovednosti potřebné pro organizaci skautského programu a technické dovednosti, například základy bezpečnosti, zdravovědy, práva nebo hospodaření. Často se využívá metod zážitkové pedagogiky. Kromě toho, že umožňuje absolventovi přihlásit se k vůdcovské zkoušce, jinak ale čekatelská zkouška zpravidla nezakládá žádná zvláštní oprávnění (držitel pouze čekatelské zkoušky potřebuje k vedení skautského oddílu dočasnou výjimku). V Junáku umožňuje absolventovi staršímu 18 let působit jako zástupce vedoucího skautského tábora.
Čekatelské kurzy jsou často pořádány jako letní tábory, poté jsou zpravidla označovány jako lesní (ČLK). Letní tábor o délce minimálně jednoho týdne je zpravidla doplněn několika dalšími víkendovými setkáními.
V Junáku jsou čekatelské kurzy (zejména ty lesní) často organizovány na každoroční bázi týmy stálých instruktorů; výjimkou nejsou ani paralelní běhy čekatelského a vůdcovského kurzu, kdy účastníci obou kurzů spolupracují (např. Velká Morava nebo Stříbrná řeka). Mezi nejvýznamnější kurzy dále patří např. Rozrazil, Odyssea, Corda (čistě chlapecká, zaměřená na duchovní výchovu), Jesenický čekatelský kurz, MOA, Vlčácký lesní kurz (zaměřený na vedení vlčat), Světluškovský lesní kurz (analogie pro světlušky), Trinity, Nabosso, Pračolek nebo Sursum. Velké množství čekatelských kurzů se také pořádá regionálně pro účastníky z určitého okresu či kraje. Vodní skauti mají rovněž své čekatelské kurzy, zaměřené na rozvoj vodáckých dovedností, např. Námořní akademii nebo Seals; mohou se však účastnit i ostatních čekatelských kurzů a naopak ostatní skauti se mohou účastnit kurzů vodních.
V jiných, menších českých skautských organizacích jsou kurzy pořádány nepravidelně dle potřeby.